# Štefanová
Štefanová je obec na Slovensku v okrese Pezinok. Leží v Trnavské pahorkatině, v předhůří Malých Karpat, asi 32 kilometrů od Bratislavy a čtrnáct kilometrů od Trnavy a Pezinku. Žije v ní 388 obyvatel.

## Historie
První osídlení okolí Štefanové spadá do období neolitu. Štefanová historicky navazuje na starší vesnice Schönau (lidově Šajnava, česky Pěkná Niva). Schönau je roku 1447 připomínána pod názvem Seunaw a roku 1451 jako Seemaw. Na ruinách zaniklé obce Schönau založil v roce 1588 majitel hradu Červený Kameň Mikuláš Pálffy novou obec – Štefanovou.

## Pamětihodnosti

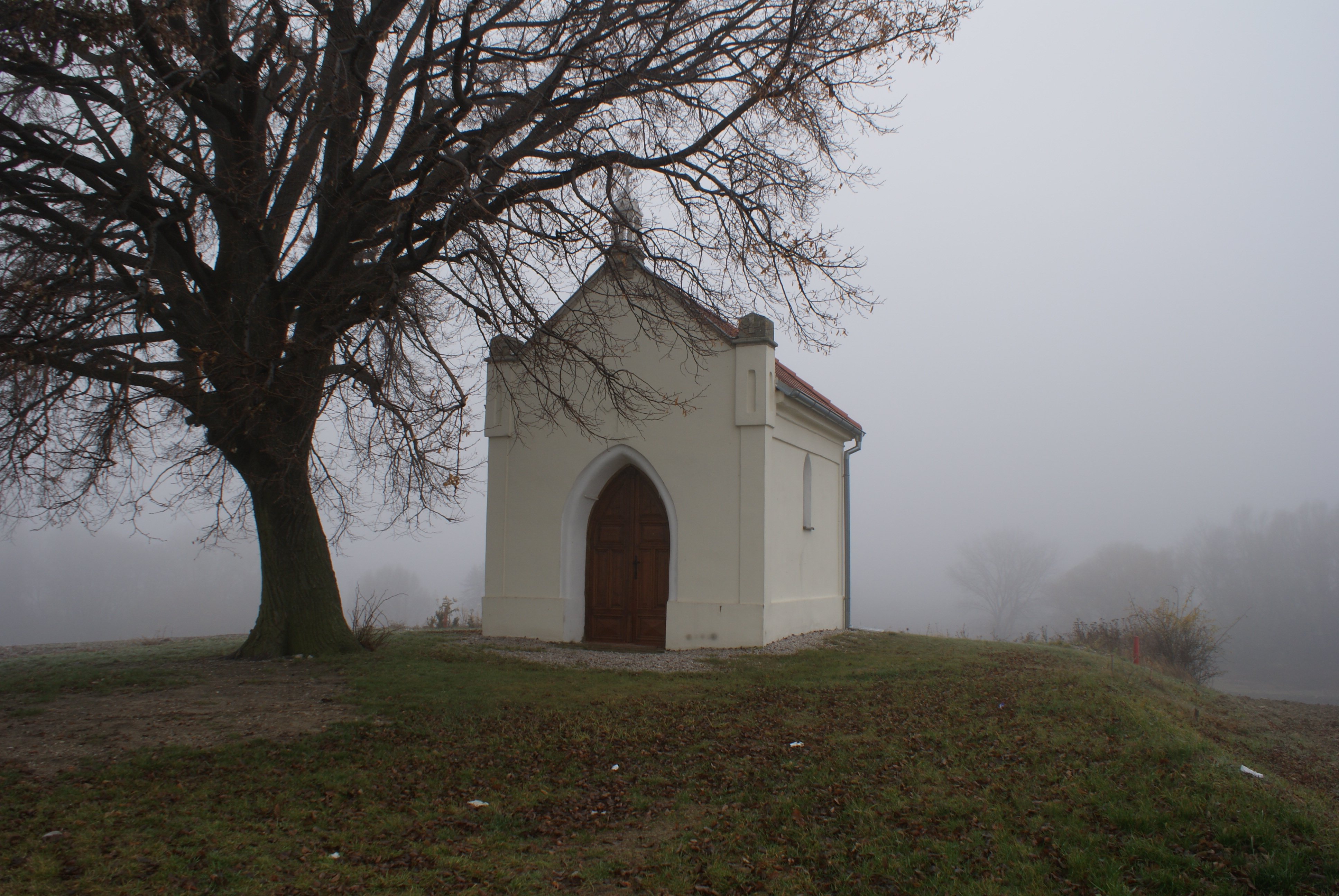
Kaplička svaté Rozálie

- Kostel svatého Štěpána I., původně gotický kostel ze 14. století
- Kaplička svaté Rozálie nedaleko obce postavená a vysvěcená v roce 1885
- Kaplička zasvěcená Panně Marii lurdské
- Socha svatého Vendelína z roku 1896 postavená jako dík za odvrácení moru
- Kříže a boží muka